# 拉戈-杜容科
拉戈-杜容科是巴西马拉尼昂州的一个市镇。总面积308.771平方公里，总人口9249人，人口密度30人/平方公里。